# Sân vận động Thuwunna
Sân vận động Thuwunna (tiếng Miến Điện: သုဝဏ္ဏ လူငယ် လေ့ကျင့်ရေး ကွင်း) là một sân vận động đa năng nằm ở Yangon, Myanmar. Với sức chứa 50.000 chỗ ngồi, sân có sức chứa lớn hơn nhưng hiện đại hơn Sân vận động Aung San. Sân hiện được sử dụng chủ yếu cho các trận đấu bóng đá và cũng được sử dụng cho điền kinh. Sân vận động trong nhà Quốc gia Thuwunna là một phần của khu liên hợp thể thao này.

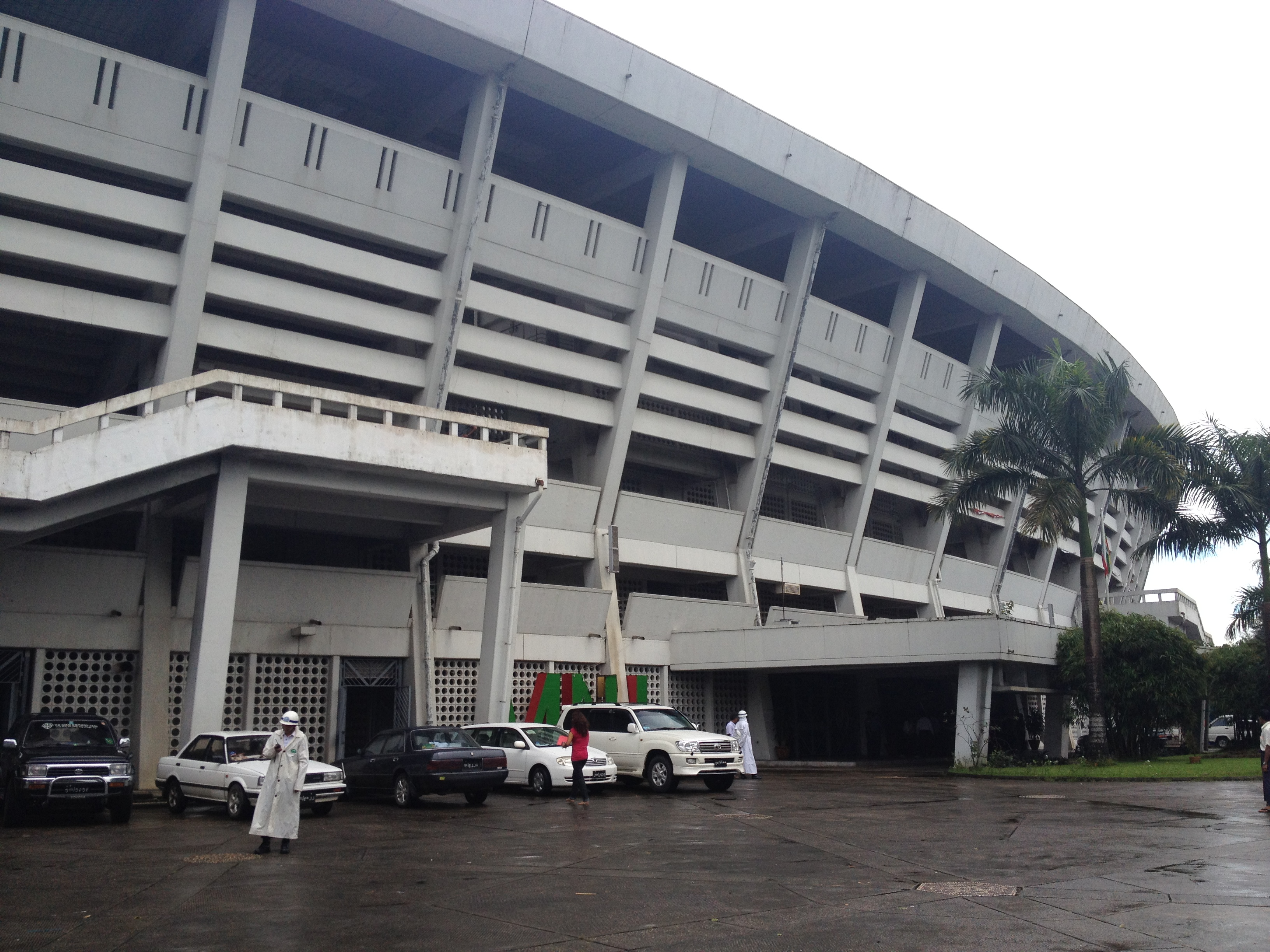
Lối vào khán đài VIP

## Tổng quan
Đây là sân vận động đầu tiên ở Myanmar có đường chạy điền kinh 8 làn đạt tiêu chuẩn quốc tế (IAAF).
Sân vận động này đã tổ chức các trận đấu bảng G của vòng loại giải vô địch bóng đá U-22 châu Á 2013 từ ngày 23 tháng 6 đến ngày 3 tháng 7 năm 2012.
Sân đã tổ chức các trận đấu môn bóng đá tại Đại hội Thể thao Đông Nam Á 2013 từ ngày 11 tháng 12 đến ngày 22 tháng 12 năm 2013.
Sân cũng tổ chức các trận đấu vòng loại của Giải vô địch bóng đá Đông Nam Á 2012 và tổ chức các trận đấu bảng B của Giải vô địch bóng đá Đông Nam Á 2016 từ ngày 19 tháng 11 đến ngày 17 tháng 12 năm 2016.

## Lịch sử
Sân vận động được xây dựng vào thập niên 1980 với sự giúp đỡ của Nhật Bản. Sân được khánh thành với tên gọi "Trung tâm đào tạo trẻ". Ban đầu, sân chỉ được sử dụng để đào tạo cho những vận động viên trẻ nhưng sau đó sân cũng tổ chức các sự kiện quốc tế. Khán đài phía Tây là khán đài VIP và có mái che, trong khi các khán đài còn lại không có mái che và đều có một tầng.

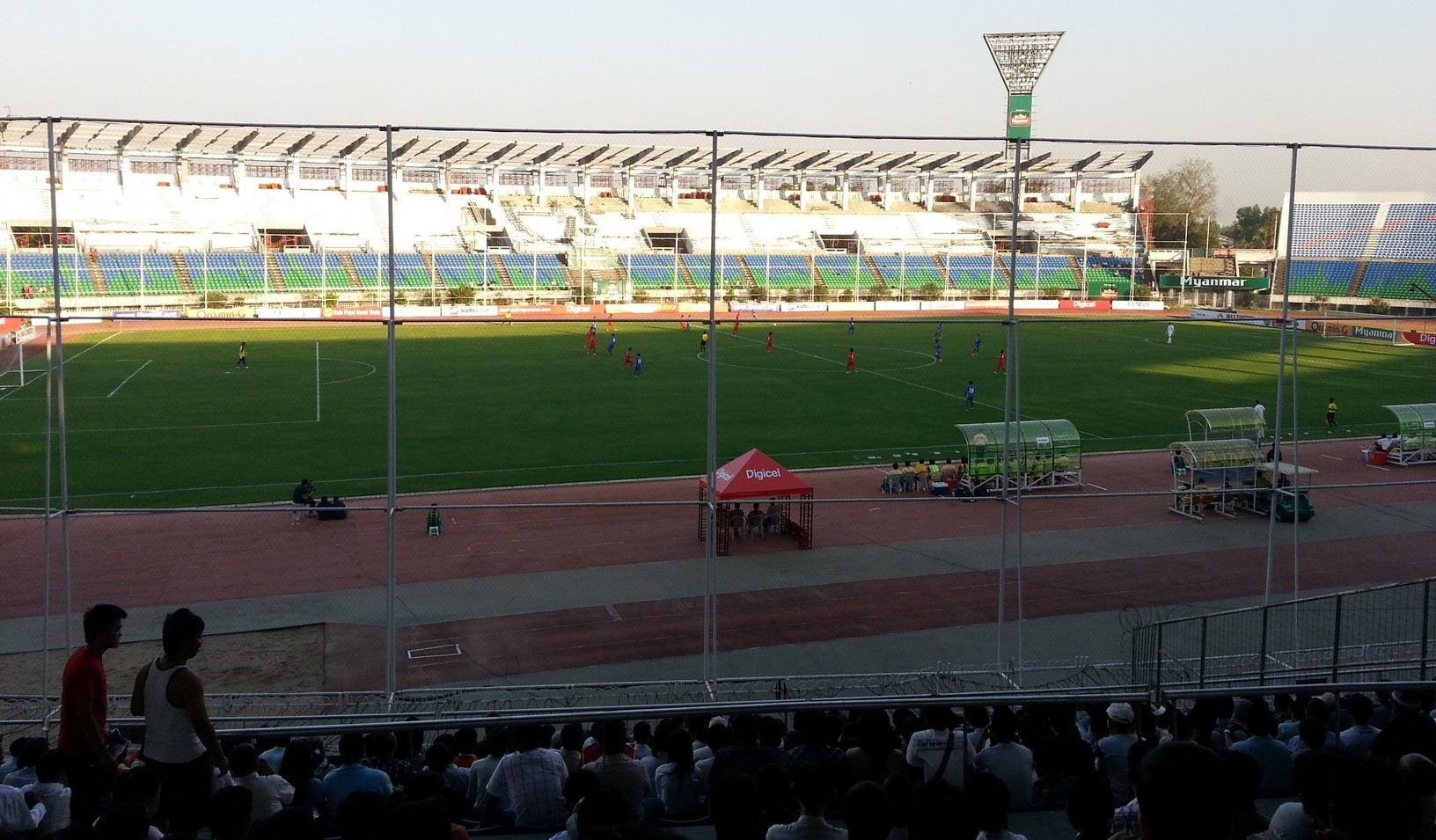
Khán đài phía Đông đang được cải tạo vào tháng 2 năm 2013

Sân vận động này đã được cải tạo hoàn toàn để tổ chức các trận đấu môn bóng đá tại Đại hội Thể thao Đông Nam Á 2013. Các khán đài còn lại được cải tạo và mở rộng ngang bằng với khán đài phía Tây. Ban đầu, sân dự định lợp mái che cho toàn bộ khán đài, nhưng sau đó chỉ có khán đài phía Đông được lợp mái che.
Đây là sân nhà của đội tuyển bóng đá quốc gia Myanmar. Sân vận động này vẫn là một sân vận động quan trọng ở Yangon. Ngoài sân vận động chính, khu liên hợp thể thao còn có Sân vận động trong nhà Quốc gia, sân bóng đá trong nhà, sân tập, và học viện bóng đá trẻ.

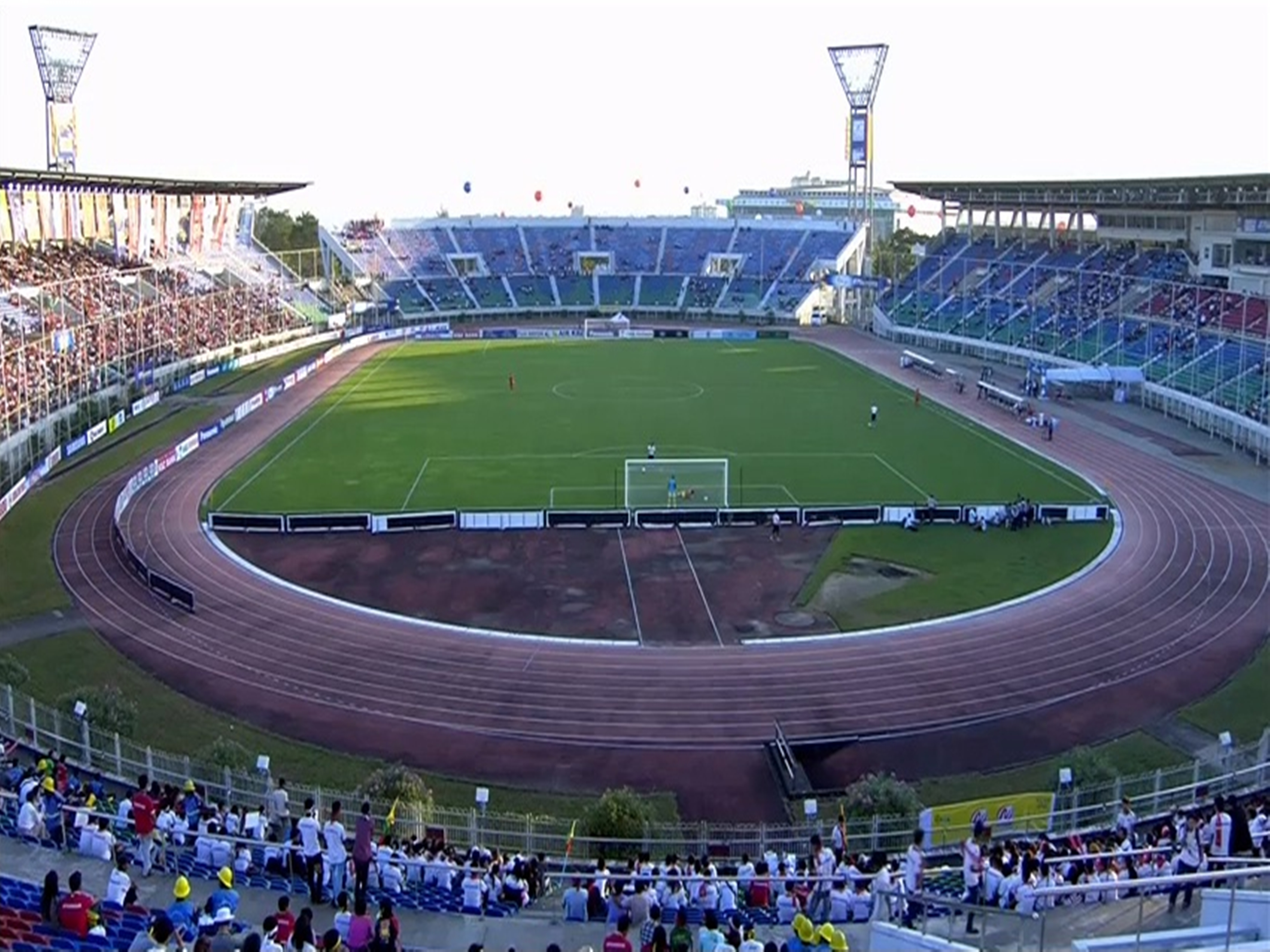
Sân vận động Thuwunna vào tháng 12 năm 2013